# Terciarizace
Terciarizace je proces ekonomické a sociální transformace, při němž dochází k zavedení a rozšiřování terciárního sektoru (služeb) v ekonomice na úkor priméru a sekundéru. Poprvé se projevila v ekonomikách nejvyspělejších zemí od poslední fáze průmyslové revoluce.

## Význam
Terciarizace je proces úzce související s transformací hospodářství, kdy tento proces v praxi znamená zvýšení podílu zaměstnanosti v sektoru služeb národního hospodářství. Sektor služeb se tak stává dominantním sektorem v ekonomice, což přispívá i ke zvyšování hrubého domácího produktu země. S intenzifikací sektoru služeb nepřímou úměrností klesá i podíl zastoupení zemědělství a průmyslu v dané zemi.

## Terciarizace a deindustrializace
Terciarizace úzce souvisí s procesem deindustrializace, kdy nejvýznamnějším aspektem postindustriální společnosti jsou právě tyto procesy, které se projevují zejména ve struktuře zaměstnanosti. Na příkladu postindustriálního města je typická převaha ekonomicky aktivních obyvatel pracujících v terciérním sektoru. V důsledku terciarizace dochází i k rozvoji maloobchodu a vzdělanosti, což má nepřímo za následek komerční, rezidenční a průmyslovou suburbanizaci.